# Есперсен, Кнуд
Кнуд Есперсен (дат. Knud Jespersen; 12 апреля 1926 — 1 декабря 1977, Копенгаген) — датский политический и профсоюзный деятель, участник рабочего движения. Генеральный секретарь Коммунистической партии Дании (1958—1977), депутат Фолькетинга (1973—1977).

## Биография
Родился в семье рабочего и горничной, вырос на севере Ютландии, где был воспитан бабушкой и дедушкой; в возрасте 13 лет вернулся к матери и её новому мужу, оба они уже были членами Коммунистической партии. В период оккупации Дании нацистской Германией с 1940 по 1945 год участвовал в Движении Сопротивления, с 22 июня 1941 года вместе с матерью и отчимом перешёл на нелегальное положение. В 1942 году вступил в компартию Дании. Был арестован гестапо 27 марта 1945 года, подвергнут пыткам и должен был быть перемещён в Германию, но 5 мая 1945 года был освобождён английскими солдатами.
После войны стал работать разнорабочим и активизировался как профсоюзный деятель, в 1951 году возглавил североютландскую областную организацию КПД, в 1953 году возглавил отделение профсоюза складских и портовых рабочих в Ольборге, во время забастовки 1956 года активно выступал как агитатор. В ноябре 1958 года на 20-м съезде компартии Дании был избран пленумом ЦК её генеральным секретарём. На посту генсека полностью поддерживал СССР (за исключением событий Пражской весны 1968 года) и был политическим противником еврокоммунистов. В 1973 году избрался в датский парламент, где приобрёл репутацию резкого и смешного оратора. В ноябре 1977 года оставил руководство компартией по состоянию здоровья, которое после нацистских пыток так полностью никогда и не восстановилось, и умер спустя несколько дней.
В 1978 году в его честь было названо судно советского торгового флота. В 1979 году в Дании был издан сборник его речей.

## Награды
- орден Октябрьской Революции (09.04.1976)